# Konami
Konami Holdings Corporation (コナミホールディングス株式会社, Konami Hōrudingusu Kabushiki-gaisha) est une société japonaise de développement et d'édition de jeux vidéo, l'une des plus importantes et célèbres du secteur. Son siège social est basé à Tokyo (Japon). Les activités de la compagnie s'étendent au domaine du jouet, de l'animation ainsi qu'à ceux du fitness, de la santé et des machines à sous. Son chiffre d'affaires en 2019 était de 2,1 milliard d'euros.

## Historique
L'origine de Konami remonte à mars 1969, lorsque Kagemasa Kozuki monte une affaire de location et de réparation de jukebox à Osaka, au Japon. Le 19 mars 1973, la société Konami Industry Co., Ltd est établie. Le terme « Konami » est une conjonction du nom des quatre cofondateurs : Kagemasa Kozuki, Yoshinobu Nakama, Hiro Matsuda, et Shokichi Ishihara.
Dès 1973, Konami commence à fabriquer des bornes d'arcade et contribue activement à la généralisation de l’usage du microprocesseur. En 1978, la compagnie se lance véritablement dans le développement de jeux vidéo et en 1979, elle exporte son premier jeu vers les États-Unis, Block Game. Konami connaît ses premiers succès avec Scramble (1980), Frogger (1981) ou encore Super Cobra (1982).

Logotype (1981)

Logotype (1986)

En 1982, Konami inaugure sa filiale américaine, Konami of America, et en 1984, ses filiales européennes, en Grande-Bretagne avec Konami Limited, et en Allemagne avec Konami GmbH. À partir de 1984, Konami est en mesure d'assurer seul la commercialisation de ses jeux en arcade. Auparavant, elle collaborait avec des sociétés comme Sega, Centuri ou Stern.
À partir de 1982, Konami se lance progressivement sur le marché des systèmes familiaux : les micro-ordinateurs - notamment avec le MSX et le PC-88 -, et les consoles de jeu avec la SG-1000,  et ensuite la Nintendo Entertainment System (NES). Il s'agit alors surtout de portages de ses jeux d'arcade, généralement réalisés avec soin. La compagnie s'attèle à différents types de jeu d'action, souvent de manière innovante : Gradius, Green Beret, Yie Ar Kung-Fu (1985), Castlevania, Mr. Goemon, Penguin Adventure (1986), Probotector, Metal Gear (1987), Parodius, Snatcher (1988).
Le succès grandissant de Konami sur le marché des consoles coïncide essentiellement avec la percée de la NES. La seconde console du marché, la Master System de Sega, est complètement ignorée. Pour contourner les restrictions de Nintendo of America qui interdisaient aux développeurs de sortir plus de cinq jeux par an sur leur console, la compagnie crée, en 1988, une filiale aux États-Unis, Ultra Software, puis une autre en Europe, Palcom Software Ltd., pour les mêmes raisons. Pour le marché occidental des micro-ordinateurs, Konami fait sous-traiter des conversions par des compagnies externes comme Ocean Software.
À la quatrième génération de consoles, la compagnie reste fidèle à Nintendo et sa Super Nintendo. La compagnie demeure très active sur le marché de l'arcade et développe aussi des titres pour la Mega Drive de Sega et la PC Engine de NEC. Quelques titres de cette époque : Super Castlevania IV, The Simpsons: Arcade Game, Teenage Mutant Ninja Turtles: Turtles in Time (1991), Super Probotector, Teenage Mutant Ninja Turtles: The Hyperstone Heist (1992), International Superstar Soccer (1994).
Au fil du temps, Konami se repose sur son savoir-faire au détriment de sa créativité. La compagnie s'enlise peu à peu dans des techniques commerciales éculées : surexploitation de licences, suites à l'intérêt douteux. Le site GrosPixels note également un changement d'orientation dans le style de ses jeux, avec une infantilisation globale de sa production : « Konami [...] fait du sous-Nintendo ». C'est aussi dans cette période que des employés se rebellent contre un système qui ne les met pas assez en valeur. Certains démissionnent en 1992 pour fonder le studio Treasure Co. À la fin de la première moitié des années 1990, le standing de la compagnie s'est dégradé aux yeux des passionnés.
En 1995, Konami se prépare à faire face à la nouvelle génération de machines et la révolution imposée par la 3D. Elle développe en secret son propre système 3D destiné aux jeux d'arcade. Elle inaugure aussi de nouveaux studios de développement à Osaka et à Tokyo. En avril 1997, Konami fonde la "Konami Company Computer Entertainment School", un centre de formation de programmeurs et de développeurs de jeux vidéo. Localisé à Kobe, Osaka et Tokyo, il est l'un des plus importants du genre au monde. Cette période est marquée par le revirement de Konami qui prend ses distances avec Nintendo et se tourne vers la PlayStation de Sony et la Saturn de Sega.

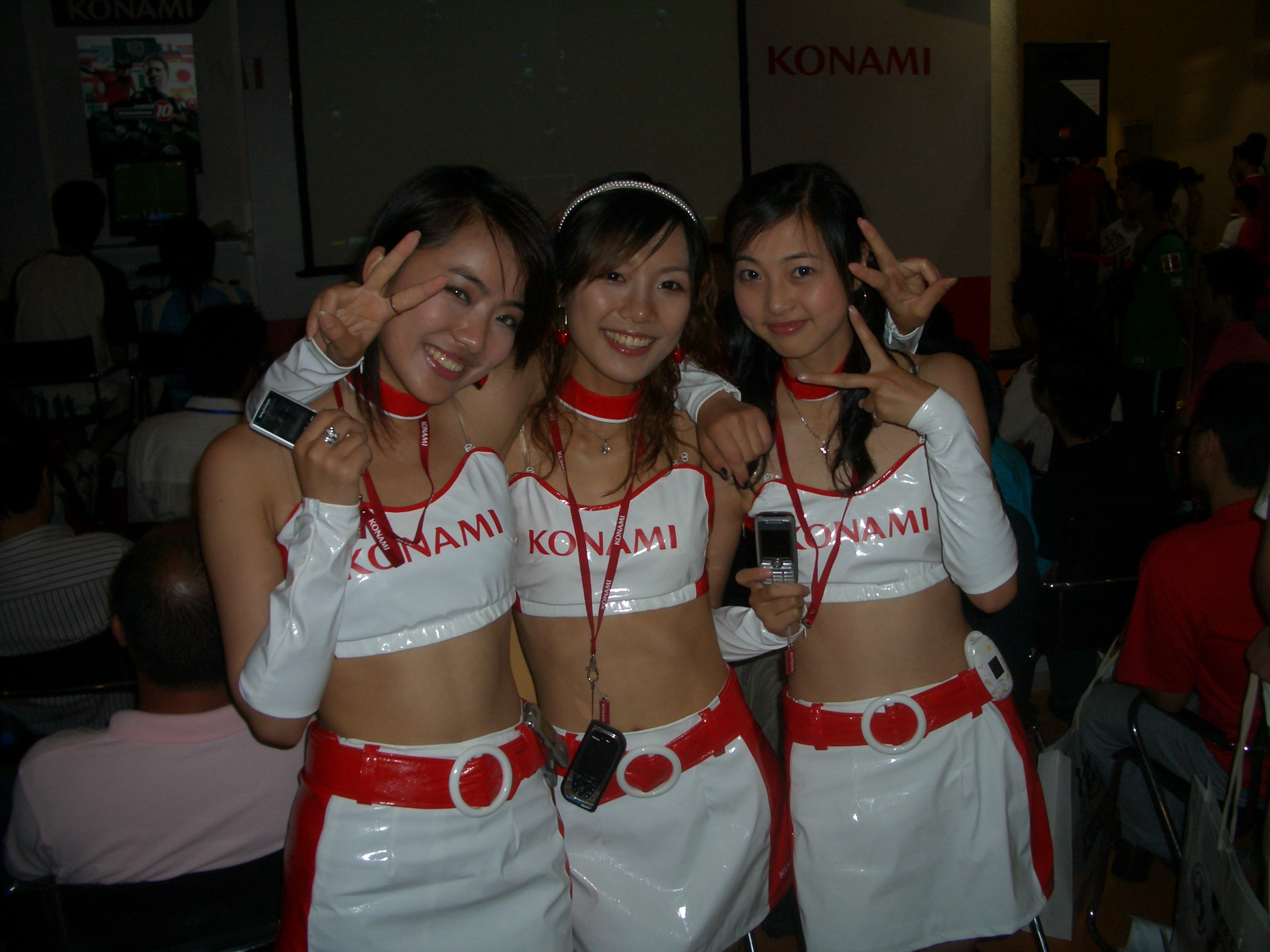

Konami renouvelle son image en sortant sur consoles des productions de qualité qui visent un public plus âgé et dont certaines sont considérées comme des "chefs-d'œuvre vidéoludiques". Elle connaît aussi d'importants succès en arcade avec ses jeux de rythme. Certains titres parmi les plus notables : Winning Eleven (1995), Beatmania, GTI Club, Sexy Parodius, Vandal Hearts (1996), Castlevania: Symphony of the Night (1997), Dance Dance Revolution, Metal Gear Solid, Suikoden II (1998), Silent Hill (1999). Cette période coïncide aussi avec l'émergence d'une génération de concepteurs et d'artistes qui sont reconnus par un plus large public et admirés par de nombreux joueurs : Hideo Kojima, Keiichiro Toyama, Yoji Shinkawa, Koji Igarashi, Akira Yamaoka, Shingo Takatsuka, Masashi Tsuboyama, Michiru Yamane.
Dans les années 2000, Konami obtient les meilleurs résultats financiers de son histoire et développe ses activités. En avril 2005, Konami fusionne ses filiales Konami Computer Entertainment Studio, Konami Computer Entertainment Tokyo et Konami Computer Entertainment Japan. Hudson Soft, l'éditeur de Bomberman, devient aussi officiellement une filiale. Le plus gros succès commercial de cette période revient à la série Winning Eleven. Quelques autres titres : Metal Gear Solid 2: Sons of Liberty, Silent Hill 2 (2001), Zone of the Enders: The 2nd Runner (2003), Gradius V (2004), Castlevania: Dawn of Sorrow, Metal Gear Solid: Portable Ops, Suikoden V (2006).
En juillet 2016, Konami devient sponsor du FC Barcelone.
Konami fait partie de l'Academy of Interactive Arts and Sciences.

### Pôles d'activités

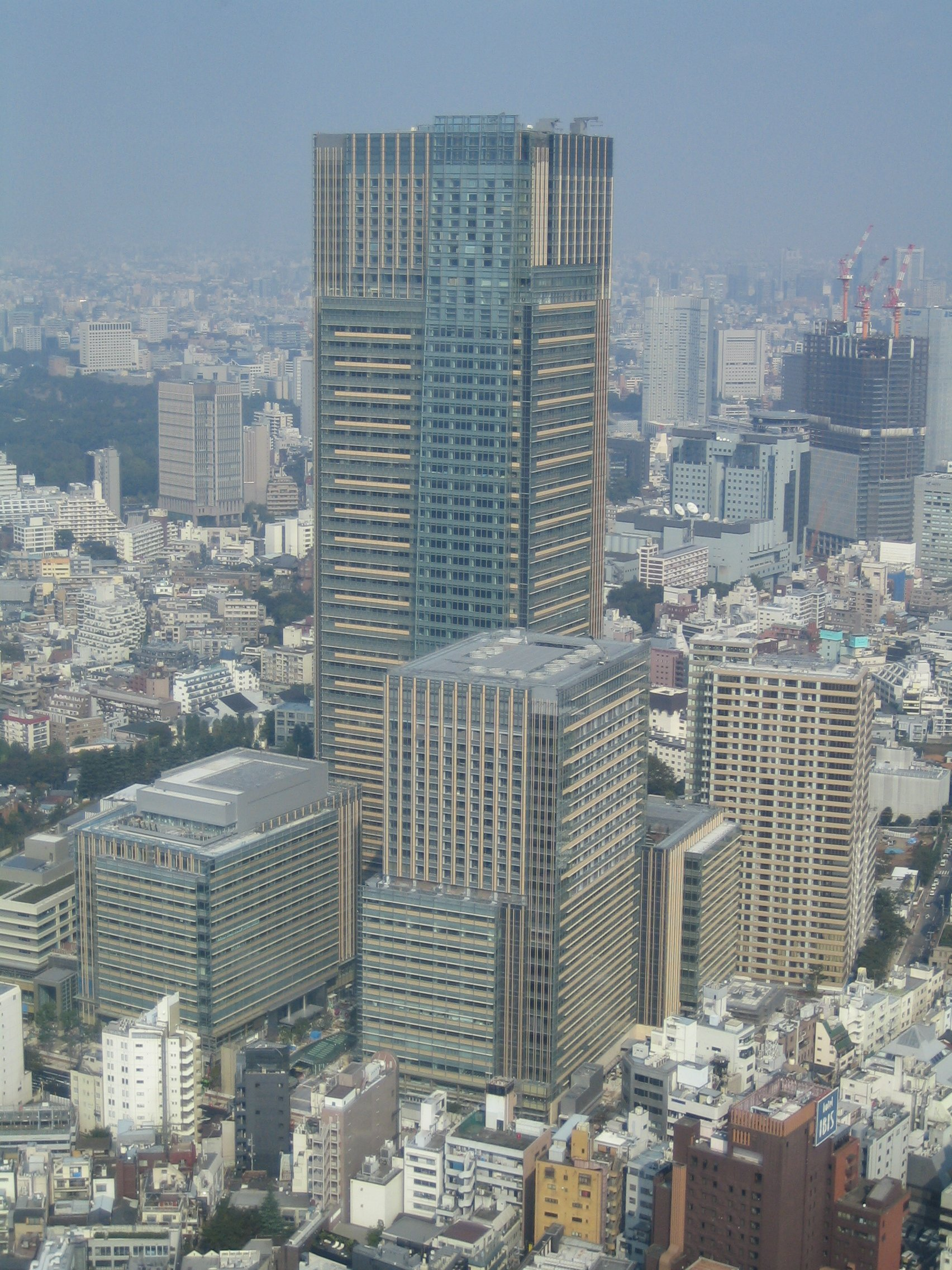
Depuis 2007, les bureaux à Tokyo de Konami sont regroupés dans la Tokyo Mid-Town Tower.

Konami Corporation est cotée à la bourse de Tokyo depuis 1988, à la bourse de Singapour en 1997, celle de Londres en 1999 et enfin celle de New-York en 2002. Le 31 mars 2006, Konami Corporation est devenu une holding.
Les activités de la compagnie se répartissent principalement en trois pôles : 
- Loisir numérique

Les branches Konami Digital Entertainment produisent des jeux vidéo pour les systèmes familiaux et les salles d'arcade, mais aussi des jeux de cartes, des cartes à collectionner, des jouets électroniques, des jeux pour téléphones portable, des anime, des CD, DVD, et des livres (guide de jeux).
- Santé et fitness

Konami Sports & Life gère des clubs de fitness et commercialise des machines d'exercices sportifs. Combi Wellness Corporation, rachetée en 2006, fabrique et commercialise divers appareillages de sport, de santé ou d'aide aux soins.
- Jeu et système

Depuis 1996, Konami Australia Pty et Konami Gaming conçoivent, fabriquent, commercialisent des machines à sous et des systèmes de gestion pour les casinos.
- Figurines

Konami est devenu incontournable par sa filiale Busou Shinki (武装神姫, Busō Shinki, littéralement Déesses & Princesses avec Armement), créateur des figurines féminines avec Mecha Musume Busou Shinki.
En 2012, Busou Shinki a été adapté en anime. En France, l'anime est diffusé en simulcast par Kazé, en streaming gratuit jusqu'au 31 décembre 2012.
En 2007, le pôle « Divertissement » représente environ 60 % du chiffre d'affaires de la société, le pôle « Santé et Fitness » environ 30 %, et le pôle « Gaming & System » environ 5 %.

## Données économiques

### Données financières
| Période                | Chiffre d'affaires      | Résultat opérationnel   | Résultat net                   | Source(s) |
| ---------------------- | ----------------------- | ----------------------- | ------------------------------ | --------- |
| Avril 2023 - Mars 2024 | 360,3 milliards de yens | 80,3 milliards de yens  | 59,2 milliards de yens d'euros | ,         |
| Avril 2024 - Mars 2025 | 421,6 milliards de yens | 101,9 milliards de yens | 74,7 milliards de yens         | ,         |

## Productions

### Jeux vidéo
Konami est à l'origine de plusieurs séries célèbres de jeu vidéo :
- Bemani • Rythme
  - Beatmania • 1997 - 2002
  - Beatmania IIDX • 1999
  - Dance Dance Revolution • 1998
  - jubeat • 2008
  - Pop'n Music • 1998
  - Sound Voltex • 2012
- Castlevania • 1986-2012 • Action/aventure/A-RPG
- Contra/Probotector • 1987-2019 • Action
  - Hard Corps: Uprising • 2011
- Crisis Force • 1991
- eFootball, Winning Eleven, ISS Pro et Pro Evolution Soccer • 1995 • Football
- Frogger • 1981
- Ganbare Goemon • 1986-2006 • Plate-forme/aventure
- Gradius • 1985-2009 • Shoot them up
- Jikkyō Powerful Pro Yakyū • 1994 • Base ball
- Lethal Enforcers • 1992 - 2004
- LovePlus • 2009 - 2014
- Metal Gear • 1987 • Action/infiltration
- NeverDead • 2012 • Jeu d'action
- Otomedius • 2007 - 2011 • Shoot them up
- Parodius • 1988-2010 • Shoot them up
- Twilight Scene It ? • 2010
- Power Pro-kun Pocket • 1999 - 2021 • Simulation, Aventure et Base ball
- Quiz Magic Academy • 2003
- Rocket Knight Adventures • 1993 • Plate-forme
  - Sparkster • 1994
  - Sparkster: Rocket Knight Adventures 2 • 1994
  - Rocket Knight • 2010
- Silent Hill • 1999 • Survival horror
- Suikoden • 1995 • Rôle
  - Genso Suikoden I & II • 2006
- Survival Kids • 1999 - 2008
  - Lost in Blue • 2005
- Teenage Mutant Ninja Turtles: Tournament Fighters  • 1993
- Time Hollow • 2008
- Time Pilot • 1982 - 1995 • Shoot them up
- Tokimeki Memorial • 1994 - 2012 • Simulation de drague
  - Tokimeki Memorial Girl's Side • 2002
- TwinBee • 1985-2007 • Shoot them up
- Yie Ar Kung-Fu • 1985 — 1986 (et remakes dans les années 2000) • Beat them up
- Zone of the Enders • 2001 - 2012 • Action

### Anime
- Twinbee Paradise • 1994-1997 • Comédie
- Anime Ganbare Goemon • 1997-1998 • Aventure
- Zone of the Enders: Dolores, i • 2001 • Science Fiction
- Get Ride! Amdriver • 2004-2005 • Science Fiction
- Otogi-Jūshi Akazukin • 2005-2007 • Aventure/Fantasy
- Sky Girls • 2006-2007 • Mecha/Science Fiction
- Tokimeki Memorial Only Love • 2006-2007 • Comédie
- Saint October • 2007 • Aventure/Mystère
- Tengen toppa Gurren Lagann • 2007-2008 • Mecha
- Yu-Gi-Oh! 5D's • 2008-2011 • Aventure/Cartes
- Quiz Magic Academy - The Original Animation • 2008-2010 • Fantasy
- The Epic of Zektbach - The Original Animation • 2011 • Fantasy
- Busou Shinki Moon Angel • 2011-2012 • Mecha/Science Fiction
- Sengoku Collection • 2012
- Busou Shinki • 2012 • Mecha/Science Fiction
- Powerful Pro Baseball: Powerful High Arc • 2021 • Sport/Baseball

## Controverses
En août 2015, le quotidien économique japonais « Nikkei » fait état de la dégradation des conditions de travail au sein de l’éditeur de jeux vidéo au Japon. S’appuyant sur des témoignages de salariés, le quotidien pointe plusieurs pratiques managériales, telles que l’installation de caméras de surveillance dans les couloirs pour surveiller les agissements des salariés, ou la mise en place d’un système de pointage pour contrôler les temps de pause. Les salariés qui dépassent les temps autorisés verraient leur nom affichés dans les locaux de l’entreprise. Le quotidien fait également part de la réaffectation des développeurs jugés « inutiles » en agents d’entretien ou de sécurité. Ce durcissement des conditions de travail remonterait à 2010 et serait la conséquence du succès du jeu mobile Dragon Collection. Le faible coût du jeu (inférieur à 1 million de dollars) aurait en effet incité à réduire les développements traditionnels sur consoles, jugés moins rentables.